# Melithaea delicata
Melithaea delicata is een zachte koraalsoort uit de familie Melithaeidae. De koraalsoort komt uit het geslacht Melithaea. Melithaea delicata werd in 1940 voor het eerst wetenschappelijk beschreven door Hickson. 